# Pardes
Pour les articles homonymes, voir Pardès.
Pour plus de détails, voir Fiche technique et Distribution.
Pardes  (trad. : Terre étrangère) est un film indien réalisé par Subhash Ghai, sorti en 1997. Cette comédie romantique qui décrit les difficultés d'un mariage entre un jeune citadin fils d'immigré et une jeune Indienne de la campagne est interprété par Shahrukh Khan, Amrish Puri et Mahima Chaudhry. Les chansons, composées par le duo Nadeem-Shravan sur des paroles de Anand Bakshi, sont chorégraphiées par Saroj Khan et Ahmed Khan.

## Synopsis
Kishorilal a fait carrière et fortune aux États-Unis. Sa femme est décédée cinq ans auparavant, lui laissant un seul et unique fils, Rajiv, lequel n'a jamais foulé sa terre d'origine. Il a aussi pris à sa charge son neveu, un jeune orphelin né en Inde et émigré aux États-Unis, Arjun, en phase de connaître le succès en tant que chanteur. Kishorilal se rend un jour en Inde chez un ami de longue date, Suraj, qui l'héberge au sein de son accueillante et attachante famille. Il est très rapidement porté par cette ambiance traditionnelle et ses valeurs, et est fasciné par l'innocence et la pureté d'âme de la belle Ganga, la fille de son ami. Kishorilal demande donc la main de Ganga à son ami, qui accepte malgré les réticences des femmes de la maison qui ne voulait pas voir la jeune fille partir pour les États-Unis. De retour aux États-Unis, Kishorilal demande à Arjun de l'aider à convaincre Rajiv d'épouser Ganga, car celui-ci risque de ne pas accepter une épouse si éloignée de son mode de vie. Arjun accepte et entreprend de persuader celui qu'il considère comme son frère. Rajiv consent à cette union après un bref séjour en Inde au cours duquel il se retrouve confronté à la rigidité et à la morale des patriarches de la famille de Ganga, à l'honnêteté et au dévouement excessif de la jeune femme, à l'hostilité des habitants du village vis-à-vis des immigrés... Ganga et lui retournent ensemble aux États-Unis pour célébrer très prochainement leur mariage, et à son tour Ganga se trouve face à des cas de figure inattendus : Rajiv boit, fume, a déjà eu des rapports sexuels avec son ancienne petite amie, qu'il continue de fréquenter... Bref, leurs tempéraments et leurs attentes sont littéralement opposés... Ganga de son côté s'est beaucoup attachée à Arjun...

## Fiche technique
- Titre : Pardes
- Titre original en hindi : परदेस
- Titre original en ourdou : پردیس
- Réalisateur : Subhash Ghai
- Scénario : Subhash Ghai
- Musique : Nadeem-Shravan
- Parolier : Anand Bakshi
- Chorégraphie : Saroj Khan et Ahmed Khan
- Direction artistique : R Verman
- Photographie : Kabir Lal
- Montage : Renu Saluja
- Cascades et combats : Shahid Ali
- Production : Subhash Ghai
- Langue : hindi
- Pays d'origine : Inde
- Date de sortie : 8 août 1997
- Format : Couleurs
- Genre : comédie romantique
- Durée : 191 minutes

## Distribution
- Shahrukh Khan : Arjun Saagar
- Amrish Puri : Kishorilal
- Mahima Chaudhry : Kusum Ganga
- Apoorva Agnihotri : Rajiv
- Alok Nath : Suraj Dev (le père de Ganga)

## Musique
La bande originale comporte 10 chansons dont la musique a été composée par Nadeem-Shravan et les paroles ont été écrites par Anand Bakshi. Elle rencontre un grand succès populaire et remporte plusieurs récompenses : Filmfare Awards 1998 de la Meilleure chanteuse de play-back à Alka Yagnik et Star Screen Awards de la Meilleure musique à Nadeem-Shravan.
| Titre                           | Interprète(s)                                             |
| ------------------------------- | --------------------------------------------------------- |
| Deewana Dil                     | Hema Sardesai, Shankar Mahadevan, Ehsaan, Sonu Nigam      |
| Do Dil Mil Rahe Hain            | Kumar Sanu                                                |
| Ho Gaya Hai Pyar                | Sabri Brothers, Alka Yagnik                               |
| I Love India I                  | Hariharan, Kavita Krishnamurti, Shankar Mahadevan, Ehsaan |
| I Love India II                 | Kavita Krishnamurti                                       |
| Jahan Piya Wahan Main           | Chitra, Shankar Mahadevan                                 |
| Meri Mehbooba                   | Kumar Sanu, Alka Yagnik                                   |
| My First Day In U.S.A           | Hema Sardesai                                             |
| Title Music (Pardes)            | Instrumental                                              |
| Meri Mehbooba Pardesi - Remixed | Kumar Sanu, Alka Yagnik                                   |

## Récompenses
- Filmfare Awards 1998

Meilleur scénario à Subhash Ghai
Meilleure actrice débutante à Mahima Chaudhry
Meilleure chanteuse de play-back à Alka Yagnik
- Star Screen Awards 1998

Meilleure direction de la photographie à Kabir Lal
Meilleure musique à Nadeem-Shravan